# Hôtel Meyronnet de Saint-Marc
Ne doit pas être confondu avec Hôtel Meyronnet de Châteauneuf.
L'Hôtel Meyronnet de Saint-Marc est un hôtel particulier situé au n° 18 du Cours Mirabeau, à Aix-en-Provence, Provence-Alpes-Côte d'Azur, France.

## Historique
Le bâtiment fut construit en 1656, au moment du développement du quartier du Cours Mirabeau (milieu XVIIe siècle). Son commanditaire et premier propriétaire fut M. Esprit Blanc, seigneur de Ventabren. 
Par héritages féminins et dots, il passa à la famille Meyronnet de Saint-Marc en 1777.

## Architecture
La façade est sobre, dans le style néo-classicisant du Grand Siècle. 
La porte d'entrée est encadrée de deux pilastres à chapiteaux ioniques.